# کلت خدایش بود
کُلت خدایش بود (ایتالیایی: La colt era il suo Dio) یک وسترن اسپاگتی به کارگردانی لوئیجی باتسلا است که در سال ۱۹۷۲ منتشر شد. لوئیجی باتسلا در این فیلم از صحنه‌هایی از دو فیلم قبلی خود استفاده کرد.

## گزیدهٔ بازیگران
- جف کامرون
- کریستا نل
- دانلد اوبراین
- جانفرانکو کلریچی
- آتیلیو دوتزیو